# Saturday's Children (1929)
Saturday's Children é um filme estadunidense de 1929, do gênero comédia romântica, dirigido por Gregory La Cava, e estrelado por Corinne Griffith e Grant Withers. O roteiro de Forrest Halsey e Paul Perez foi baseado na peça homônima original de 1927, de Maxwell Anderson. O filme foi lançado pela First National Pictures em 10 de março de 1929 na versão muda, e em 14 de abril de 1929 na versão sonora.

## Sinopse
Jovens e namorando, Bobby Halevy (Corinne Griffith) e Rims Rosson (Grant Withers) planejam se casar. Bobby quer que eles se estabeleçam em sua pacata cidade natal, mas Rims tem planos maiores para enriquecer e abandona Bobby, que então recorre a seus truques femininos para conseguir reconquistá-lo.

## Elenco
- Corinne Griffith como Bobby Halevy
- Grant Withers como Rims Rosson
- Albert Conti como Mengle
- Alma Tell como Florrie
- Lucien Littlefield como Willie
- Charles Willis Lane como Sr. Henry Halvevy
- Anne Schaefer como Sra. Halvevy
- Marcia Harris como Sra. Gorlick

## Preservação
O filme agora é considerado perdido.